# Tmeticus nigriceps
Espèce
Synonymes
- Gongylidium nigriceps Kulczyński, 1916

Tmeticus nigriceps est une espèce d'araignées aranéomorphes de la famille des Linyphiidae.

## Distribution
Cette espèce est endémique de Russie. Elle se rencontre de l'île Dolgui au Tchoukotka.

## Description
Les mâles mesurent de 2,3 à 2,7 mm et les femelles de 2,9 à 3,3 mm.

## Publication originale
- Kulczyński, 1916 : Araneae Sibiriae occidentalis arcticae. Memoires de l'Academie Imperiale des Sciences, Petrograd, sér. 8, vol. 28, no 11, p. 1-44.